# Лейтенант-адмирал
Лейтенант-адмирал (нидерл. Luitenant-Admiraal, англ. Lieutenant Admiral) — высшее военно-морское звание в некоторых странах мира. В Королевских военно-морских силах Нидерландов является званием выше вице-адмирала, но ниже звания адмирала, которое упразднено в 1956 году, т. о. это звание является высшим военно-морским званием в ВМС Нидерландов. В некоторых других флотах мира это звание соответствует званию полного адмирала.
В XVII веке каждый лейтенант-адмирал голландского флота возглавлял одно из семи адмиралтейств Нидерландов и в периоды войн на море руководил боевой эскадрой, состоявшей из парусных кораблей, приписанных к каждому конкретному адмиралтейству.
За воинские заслуги знаменитым флотоводцам Нидерландов XVII века — Михиэлу Адриансзону де Рюйтеру (чин присвоен в феврале 1673; штатгальтер Нидерландов Вильгельм III имел в это время высший военно-морской чин Нидерландов — адмирал-генерал — чин (звание) Верховного главнокомандующего Флотом Нидерландов) и Корнелису Тромпу (чин присвоен 6 февраля 1679 года, в 1665 году временно исполнял обязанности Верховного главнокомандующего флотом Нидерландов, с 8 мая 1678 года был адмирал-генералом Дании) было присвоено военно-морское звание (чин) лейтенант-адмирал-генерал (голл: luitenant-admiraal-generaal).